# Pingkai
Pingkai (kinesiska: 平凯) är ett stadsdelsdistrikt i sydvästra Kina. Det ligger i häradet Xiushan i storstadsområdet Chongqing, omkring 270 kilometer sydost om det centrala stadsdistriktet Yuzhong. 
Distriktet bildades 2011 genom en sammanslagning av Pingkai köping och socknen Guanzhou.